# 山东第二医科大学
山东第二医科大学是中國大陸山东省省属高等医科院校，目前共有两个校区，分别位于山东省潍坊市奎文区和潍城区。

## 历史
- 1951年，山东省昌潍医士学校，中等卫生专业学校。
- 1958年，昌潍医学院，医学本科。
- 1987年，更名为潍坊医学院。[1]
- 2023年7月，山东省教育厅拟向教育部申报潍坊医学院升格更名山东第二医科大学。[2]
- 2023年11月，教育部同意潍坊医学院更名为山东第二医科大学。[3][4][5]

## 院（系）
- 附属医院（临床学院）
- 管理学院
- 人文社会科学学院
- 护理学院
- 口腔医学院
- 公共卫生学院
- 基础医学院
- 药学与生物科学学院
- 继续教育学院
- 麻醉学系
- 医学影像学系
- 心理学系
- 医学检验学系
- 外语系
- 整形外科学研究所
- 眼科学研究所[6]

## 医院
山东第二医科大学拥有有直属附属医院2所，非直属附属医院11所：
- 山东第二医科大学附属医院
- 山东第二医科大学附属中医院
- 山东第二医科大学第一附属医院
- 附属益都中心医院
- 附属淄博市第一医院
- 附属莱阳中心医院
- 附属北大医疗鲁中医院
- 附属高密市人民医院
- 附属诸城市人民医院
- 附属济南市第五人民医院
- 附属青岛市第八人民医院
- 附属安丘市人民医院
- 附属昌乐人民医院

## 知名校友
- 谢立信：中国眼科学专家，中国工程院院士，曾在潍坊医学院眼科任教
- 于金明：中国影像医学与核医学专家，中国工程院院士，1983年毕业于昌潍医学院医疗系临床医疗专业
- 雷海潮，现任国家卫健委主任。